# Светличный, Тимофей Иванович
Тимофей Иванович Светличный (1 мая 1917 — 26 июня 1944) — командир расчёта реактивной установки 3-го гвардейского миномётного полка (3-й гвардейский кавалерийский корпус, 3-й Белорусский фронт), гвардии сержант. Герой Советского Союза (1945).

## Биография
Родился 1 мая 1917 года в селе Светличное ныне Золочевского района Харьковской области Украины.
В 1940 году был призван в Красную Армию. Сражался на Курской дуге, освобождал Смоленщину. Особо отличился в боях за освобождение Белоруссии. В ночь на 26 июня 1944 года батарея, в которой служил Светличный, уничтожила свыше 500 немецких солдат, 13 автомашин с военным грузом и четыре артиллерийских орудия. От прямого попадания немецкого снаряда боевая машина загорелась, и Светличный сгорел вместе с установкой. Весь расчёт боевой машины был представлен к присвоению звания Герой Советского Союза.
24 марта 1945 года «за образцовое выполнение боевого задания командования в борьбе с немецко-фашистскими захватчиками и проявленные при этом мужество и героизм» гвардии сержанту Светличному Тимофею Ивановичу посмертно присвоено звание Героя Советского Союза.

## Награды и звания
- Аллея Героев в СенноГерой Советского Союза (24.03.1945)
- Орден Ленина
- Орден Красной Звезды

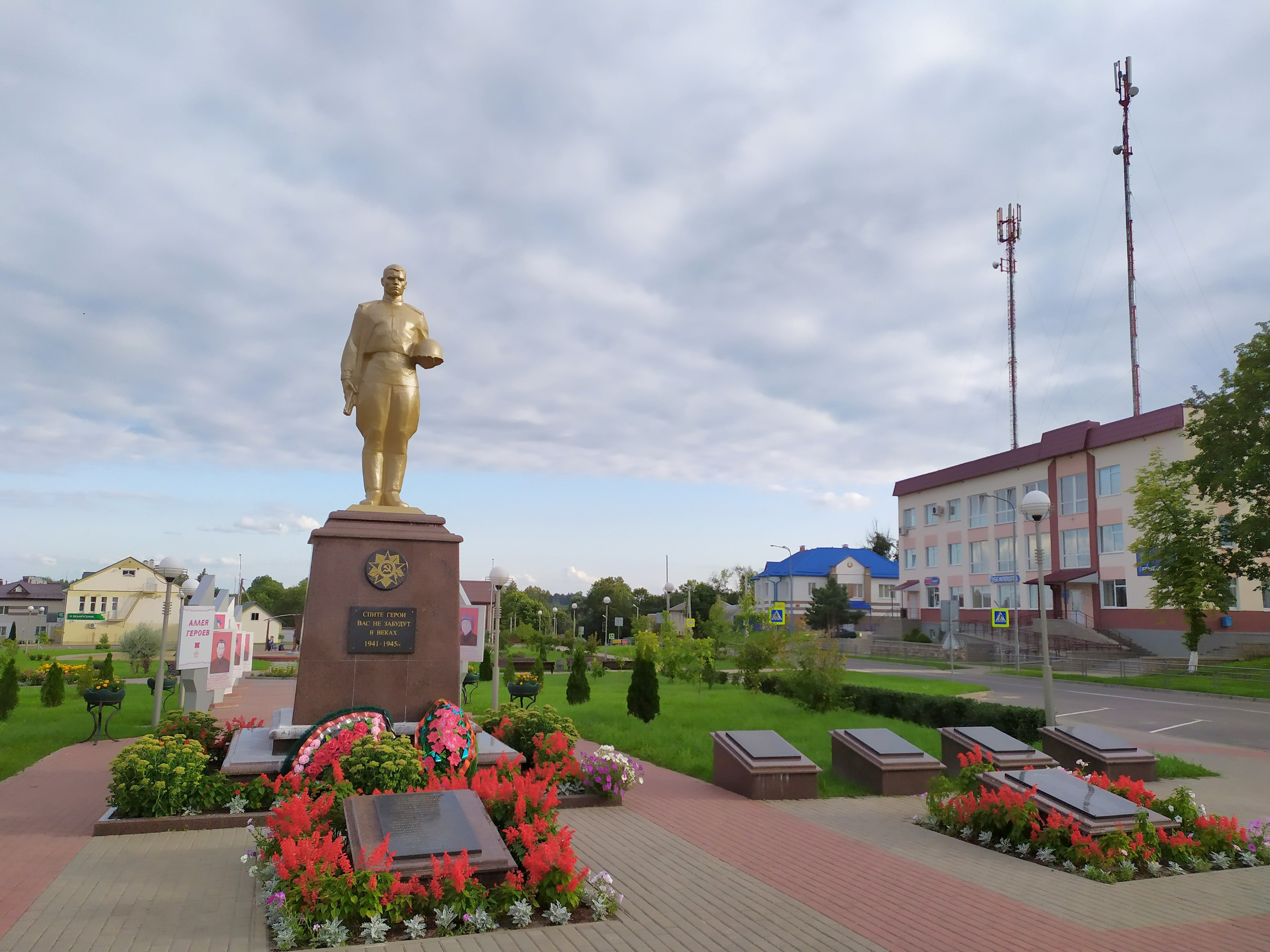
Аллея Героев в Сенно

- Орден Отечественной войны II степени

## Память
- Имя Т. И. Светличного на Аллее Героев в Сенно (Витебская область, Беларусь).